# Bethune (Carolina del Sud)
Bethune és un town al comtat de Kershaw (Carolina del Sud, EUA). Segons el cens del 2000 tenia 352 habitants.

## Demografia
Segons el cens del 2000, Bethune tenia 352 habitants, 165 habitatges i 104 famílies. La densitat de població era de 119,2 habitants/km².
Dels 165 habitatges en un 21,8% hi vivien nens de menys de 18 anys, en un 49,7% hi vivien parelles casades, en un 10,9% dones solteres, i en un 36,4% no eren unitats familiars. En el 34,5% dels habitatges hi vivien persones soles el 21,8% de les quals corresponia a persones de 65 anys o més que vivien soles. El nombre mitjà de persones vivint en cada habitatge era de 2,13 i el nombre mitjà de persones que vivien en cada família era de 2,72.
Per edats la població es repartia de la següent manera: un 17,3% tenia menys de 18 anys, un 7,1% entre 18 i 24, un 22,2% entre 25 i 44, un 29,8% de 45 a 60 i un 23,6% 65 anys o més.
L'edat mediana era de 47 anys. Per cada 100 dones de 18 o més anys hi havia 84,2 homes.
La renda mediana per habitatge era de 32.083 $ i la renda mediana per família de 40.972 $. Els homes tenien una renda mediana de 37.250 $ mentre que les dones 26.406 $. La renda per capita de la població era de 18.879 $. Entorn del 5,3% de les famílies i el 7,2% de la població estaven per davall del llindar de pobresa.

## Poblacions properes
El següent diagrama mostra les poblacions més properes.